# Aníbal Ibarra
Aníbal Ibarra est un juriste et homme politique argentin né le 1er mars 1958 à Lomas de Zamora. Il a été chef du gouvernement de Buenos Aires du 7 août 2000 au 7 mars 2006, date de sa destitution à la suite de l'affaire de l'incendie de la discothèque República Cromañón.